# 烏帕拉縣
10°54′12″N 85°0′57″W / 10.90333°N 85.01583°W
烏帕拉縣（西班牙語：Cantón de Upala），是哥斯達黎加的縣份，位於該國西北部，由阿拉胡埃拉省負責管轄，首府設於烏帕拉，始建於1970年3月17日，面積1,580.67平方公里，海拔高度43米，2011年人口43,953人，人口密度每平方公里27.81人。